# Andrew Adonis
Andrew Adonis, baron Adonis (ur. 22 lutego 1963 w Londynie jako Andreas Adonis) – brytyjski polityk, nauczyciel akademicki i dziennikarz cypryjskiego pochodzenia, par dożywotni, minister transportu w rządzie Gordona Browna.

## Życiorys
Jego ojciec, Nikos, był cypryjskim Grekiem, który wyemigrował do Wielkiej Brytanii. Matka, Angielka Josephine Leadbeater, opuściła rodzinę, gdy Andrew Adonis miał 3 lata. Andrew Adonis wychowywał się w domu dziecka. Uzyskał stypendium od lokalnych władz, co umożliwiło mu naukę w Kingham Hill School.
Ukończył następnie studia z zakresu historii nowożytnej w Keble College na Uniwersytecie Oksfordzkim. Następnie uzyskał doktorat z filozofii (PhD) w Christ Church w Oksfordzie. Pracował jako wykładowca akademicki w Nuffield College (1988–1991), dziennikarz w „Financial Times” (1991–1996) i „The Observer” (1996–1998).
Działał w Partii Socjaldemokratycznej i Liberalnych Demokratach. W latach 1987–1991 zasiadał w radzie miejskiej Oksfordu. W 1995 dołączył do Partii Pracy. W 1998 został doradcą premiera Tony'ego Blaira. W latach 2001–2003 był dyrektorem w biurze premiera, później pozostał jego doradcą do spraw politycznych, zajmując się jednocześnie pisaniem biografii Roya Jenkinsa.
16 maja 2005 z nowo otrzymanym tytułem barona jako par dożywotni zasiadł w Izbie Lordów. Otrzymał w tym samym miesiącu stanowisko parlamentarnego podsekretarza stanu w departamencie edukacji i umiejętności, w czerwcu 2007 przeszedł na taką samą funkcję w departamencie do spraw dzieci, szkół i rodzin. Popierał tworzenie nowych akademii (szkół podległych bezpośrednio władzom centralnym), szkół specjalistycznych oraz tzw. trust schools.
W październiku 2008 został przeniesiony do ministerstwa transportu w randze wiceministra (ministra stanu). W czerwcu 2009, po dokonanej rekonstrukcji rządu, wszedł w jego skład jako minister transportu. Pozostał na tym stanowisku do maja 2010, kiedy to laburzyści po przegranych wyborach przeszli do opozycji. W latach 2011–2015 był członkiem gabinetu cieni jako odpowiednik ministra skarbu. Powrócił w międzyczasie do działalności dydaktycznej jako wykładowca w King’s College London.

## Życie prywatne
Był żonaty z Kathryn Davies, ma syna i córkę.

## Publikacje
- Subsidiarity: no panacea (współredaktor), 1989
- Making Aristocracy Work: The Peerage and the Political System in Britain, 1993
- Failure in British government: the politics of the poll tax (współautor), 1994
- A Class Act: Myth of Britain's Classless Society, 1997
- Roy Jenkins: A Retrospective (współredaktor), 2004
- 5 Days in May: The Coalition and Beyond, 2013
- Half In Half Out: Prime Ministers on Europe (redaktor), 2018
- Saving Britain: How We Must Change To Prosper In Europe (współautor), 2018